# Bérardie laineuse
Berardia lanuginosa
Pour les articles homonymes, voir Bérardie.
Espèce
Classification phylogénétique
Statut de conservation UICN

 LC  : Préoccupation mineure
La Bérardie laineuse ou " Chardon de Bérard " (Berardia lanuginosa) est une espèce de plante herbacée vivace alpine de la famille des Asteraceae, seule espèce du genre Berardia.

## Dénomination
- Dédiée à Pierre Bérard, pharmacien grenoblois du XVIIe siècle.
- Synonyme : Berardia subacaulis Vill., 1779.

## Description
Feuilles coriaces, arrondies, nervées, cotonneuses en dessous, disposées en rosette au centre de laquelle se développe un gros capitule (4 à 6 cm de diamètre) formé de fleurs jaunâtres.
Floraison en juillet et août.

## Habitat
Cette plante se rencontre à l'altitude de 1 200 à 3 100 mètres sur éboulis calcaires et parfois schisteux aux endroits exposés et sans concurrence végétale.

## Répartition
C'est une endémique des Alpes sud-occidentales franco-italiennes. En France : Rhône-Alpes, Provence-Alpes-Côte d'Azur.

## Menaces
Espèce localisée et en populations clairsemées.

### Statut de protection
Protection nationale (Article 1).
L'espèce figure sur la liste rouge de l'UICN ; elle est considérée comme vulnérable (VU) en Rhône-Alpes.